# Parke’s Castle
Parke’s Castle (irisch Caisleán Parke) ist ein Adelssitz im irischen County Leitrim. Der Engländer Robert Parke errichtete ihn im 17. Jahrhundert am Ufer des Lough Gill an der Regionalstraße 286 auf den Trümmern des abgerissenen Tower Houses der O’Rourkes. Dabei erhielt er die fünfeckigen Außenmauern weitgehend und errichtete im Osten ein dreistöckiges Herrenhaus.
Das Towerhouse wurde abgerissen, weil Brian O’Rourke dem spanischen Kapitän Francisco de Cuellar, der mit der spanischen Kriegsflotte 1588 an der Küste Irlands Schiffbruch erlitt, Unterschlupf gewährt hatte. De Cuellar beschrieb, nach Spanien zurückgekehrt, die Gastfreundschaft von O’Rourke. 1590 hörten die Engländer davon und entsandten Kräfte nach Brefni, um das Turmhaus zu zerstören. O’Rourke floh nach Schottland, wurde aber ausgeliefert und 1591 hingerichtet. Das äußerlich wehrhaft aussehende Gebäude, ist im Inneren ein Herrenhaus. Drei der äußeren Mauern, die einen Taubenschlag und die Steingebäude innerhalb des Hofes einschließen, scheinen ursprünglich zu sein. 
Das Anwesen bildet die Ostseite des Walls, der ursprünglich von einem Burggraben umgeben wurde, von dem noch Teile sichtbar sind. Am Westende liegt ein Sweat house und ein Taubenschlag (engl. dovecote). Ende des 20. Jahrhunderts wurde das Anwesen durch das Office of Public Works restauriert.